# Still Shinin’
Still Shinin’ – singel promocyjny amerykańskiego zespołu hip-hopowego Mobb Deep. Utwór pochodzi z albumu Hell on Earth z roku 1996.

## Lista utworów
Opracowano na podstawie źródła.
Side A
1. "Still Shinin’" (Clean Version)
2. "Still Shinin’" (Instrumental)

Side B
1. "Still Shinin’" (Dirty Version)
2. "Still Shinin’" (Cleaner Than Clean Version)